# Магомедов, Магомед Магомед-Султанович
Магоме́д Магоме́д-Султа́нович Магоме́дов (11 декабря 1987, Махачкала, СССР) — российский футболист, нападающий. Самый молодой футболист в истории первого российского дивизиона, отметившийся голом. 27 февраля 2020 года ему было присвоено звание Мастер спорта России.

## Спортивная карьера
Воспитанник махачкалинского футбола. Являлся одним из самых талантливых воспитанников дагестанского футбола своего возраста. В 15 лет попал в заявку «Анжи». В сезоне 2003 сыграл семь матчей и забил два гола в первом дивизионе. 22 августа 2003 года в матче 31-го тура, в котором «Анжи» принимал «Ладу», выйдя на замену вместо Валерия Алексеев на 65 минуте матча, уже через четыре минуты отличился в игре, став самым молодым игроком Первого дивизиона, забившим мяч. На тот момент ему было 15 лет 8 месяцев и 17 дней. После успешной игры за «Анжи» он отправился на просмотр в самарские «Крылья Советов» и вскоре подписал с клубом контракт. В основе закрепиться не смог и выступал за дубль, а вскоре вернулся в «Анжи». Главный тренер клуба Омари Тетрадзе выпускал его в основном только на замену. В премьер-лиге дебютировал 3 апреля 2010 года в домашнем матче 4-го тура против «Алании» (2:0). Всего в премьер-лиге в 2010 году сыграл 4 матча и по окончании сезона завершил карьеру.

## Политическая карьера
9 декабря 2021 года Глава Республики Дагестан Сергей Меликов передал вакантный мандата депутата
Народного Собрания Республики Дагестан VII созыва от его отца Магомед-Султана Магомедова, который ушёл на должность государственного секретаря.

### Личная жизнь
В 2003 году экстерном окончил одну из средних школ Махачкалы и поступил на юридический факультет ДГТУ. Его отец — Магомед-Султан Магомедов один из основателей «Анжи», бывший (уволен) председатель народного собрания РД и бывший президент «Анжи». В детстве отец долгое время был против увлечения Магомеда. И только заступничество близкого друга родителей дало возможность ему заниматься футболом.

## Достижения
«Анжи»
- Победитель первого дивизиона: 2009